# Вибори до Черкаської обласної ради 2010
Ви́бори до Черка́ської обласно́ї ра́ди 2010 ро́ку — вибори до Черкаської обласна ради, що відбулися 31 жовтня 2010 року. Вибори проходили за змішаною системою — за партійними списками та мажоритарною системою.

## Виборча кампанія

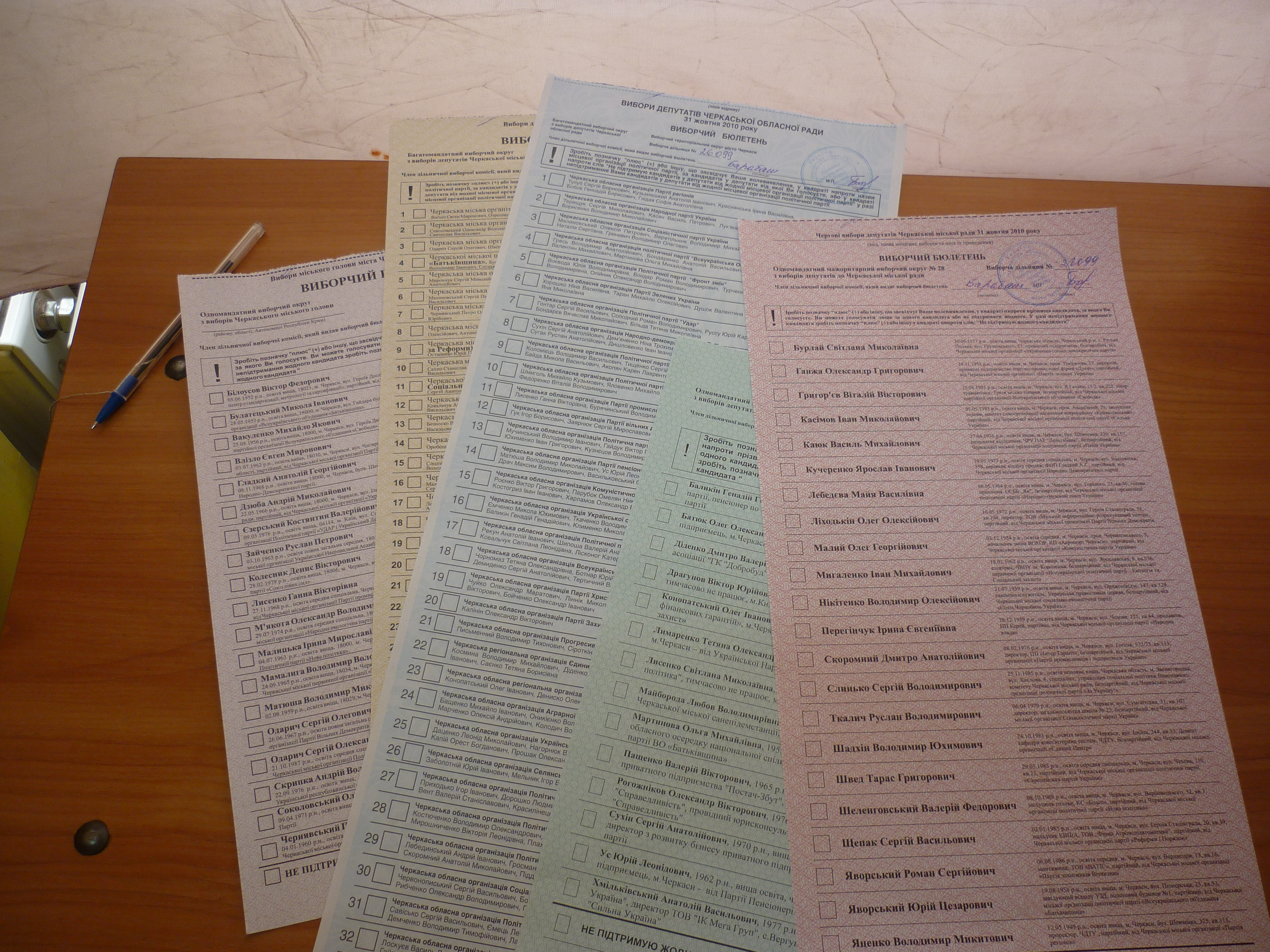
Виборчі бюлетені. Синій і найбільший — список партій до обласної ради

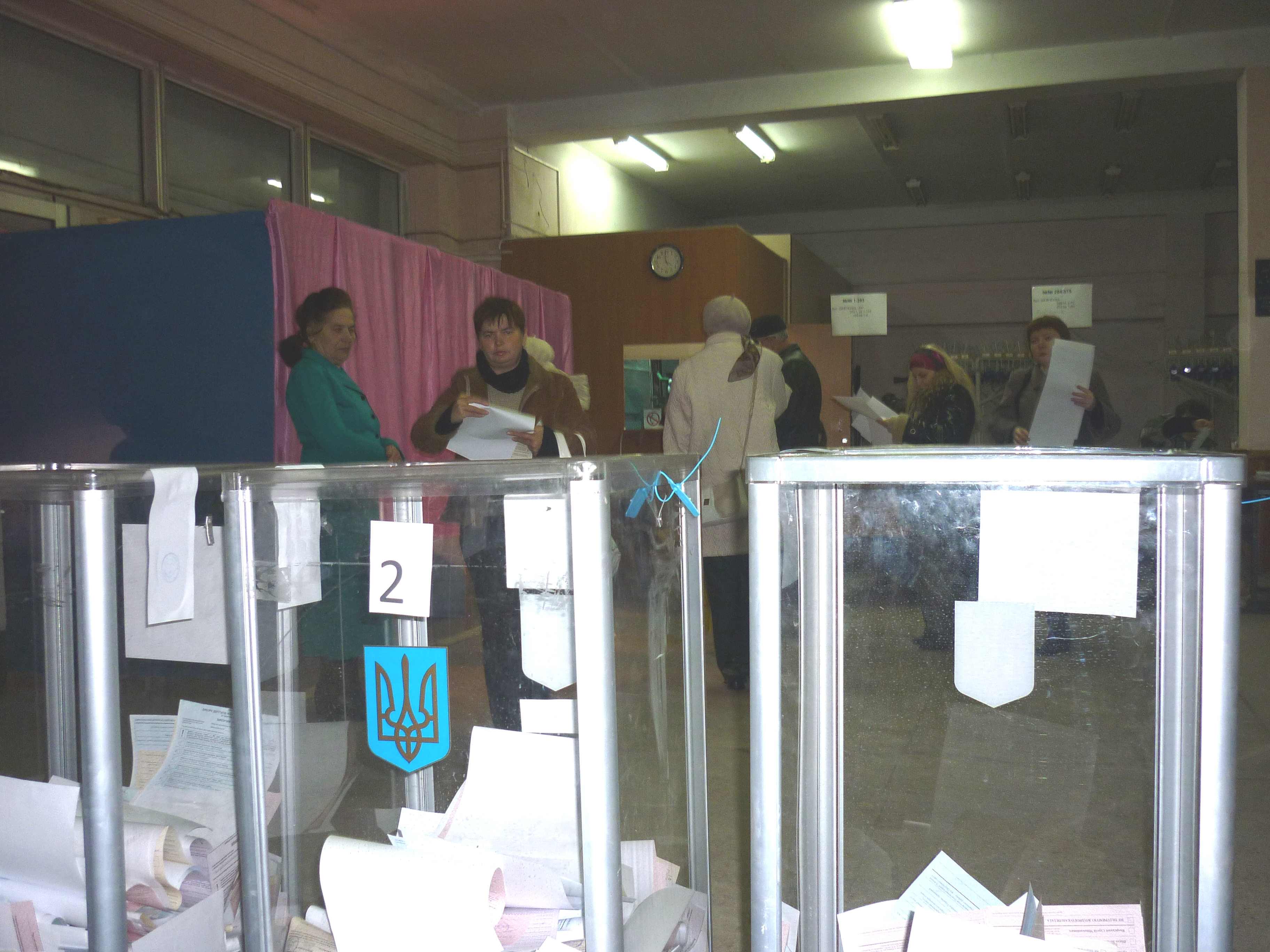
Виборчі скриньки на виборчій дільниці № 26095

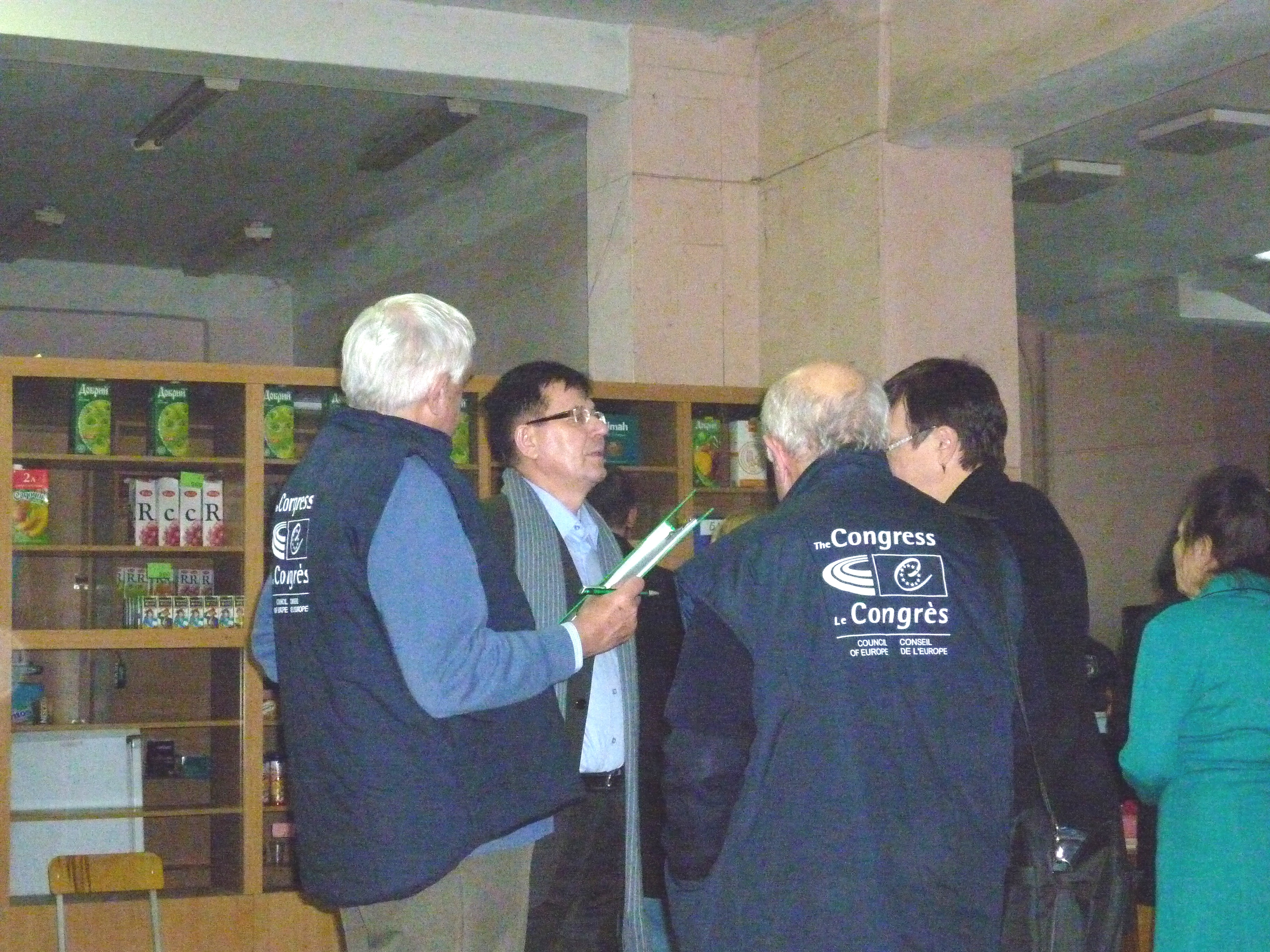
Французькі спостерігачі на виборчій дільниці № 26095

Партійні організації, які висунули своїх кандидатів в депутати:
1. Партія Регіонів — Тулуб Сергій Борисович
2. Народна партія — Терещук Сергій Миколайович
3. Соціалістична партія України — Малиновський Олексій Петрович
4. Всеукраїнське об'єднання «Батьківщина» — Гресь Володимир Анатолійович
5. Політична партія «Фронт змін» — Воєвода Юлія Володимирівна
6. Партія зелених України — Хорошко Ніна Василівна
7. Політична партія «Удар» — Гонтар Сергій Васильович
8. Народно-демократична партія — Сухін Сергій Анатолійович
9. Політична партія ? — Коломієць Володимир Васильович
10. Політична партія ? — Шмиголь Михайло Кузьмович
11. Партія промисловців та підприємців України — Лисенко Ганна Вікторівна
12. Партія вільних демократів — Гук Ігор Борисович
13. Політична партія «Українська платформа» — Мучинський Володимир Іванович
14. Партія пенсіонерів Україна — Матюша Володимир Миколайович
15. Комуністична партія України — Роєнко Віктор Григорович
16. Українська соціал-демократична партія — Ємченко Микола Юхимович
17. Політична партія ? — Рекун Анатолій Іванович
18. Всеукраїнське об'єднання «Свобода»— Чорномаз Тетяна Олександрівна
19. Християнсько-демократичний союз — Чуйко Олександр Маратович
20. Партія захисників Вітчизни — Калінін Олександр Вікторович
21. Прогресивн? — Письменний Володимир Тихонович
22. Єдиний центр — Космина Володимир Михайлович
23. ? — Конопатський Олег Іванович
24. Аграрна партія України — Бащенко Михайло Іванович
25. Українська народна партія — Даценко Леонід Миколайович
26. Селянськ? — Заболотній Юрій Іванович
27. Політична партія ? — Приходько Ігор Іванович
28. Політична партія ? — Костюченко Володимир Олександрович
29. Політична партія ? — Лебединський Андрій Іванович
30. Соціал-демократична партія України (об'єднана) — Червонописький Сергій Васильович
31. Політична партія «Громадянська позиція» — Савісько Сергій Васильович
32. ? — Лоскуєв Василь ?

## Результати виборів
| № | Партія чи блок                     | Голосів «За» | У %  | +/- відсотків у порівнянні з попередніми виборами | Місць |
| - | ---------------------------------- | ------------ | ---- | ------------------------------------------------- | ----- |
| 1 |                                    |              |      |                                                   |       |
|   | Всеукраїнське об'єднання «Свобода» |              | 2,40 |                                                   | 0     |
|   | Проти всіх                         |              |      | —                                                 | —     |
|   | Недійсні бюлетені                  |              |      | —                                                 | —     |
|   | В цілому                           |              | 100% |                                                   |       |

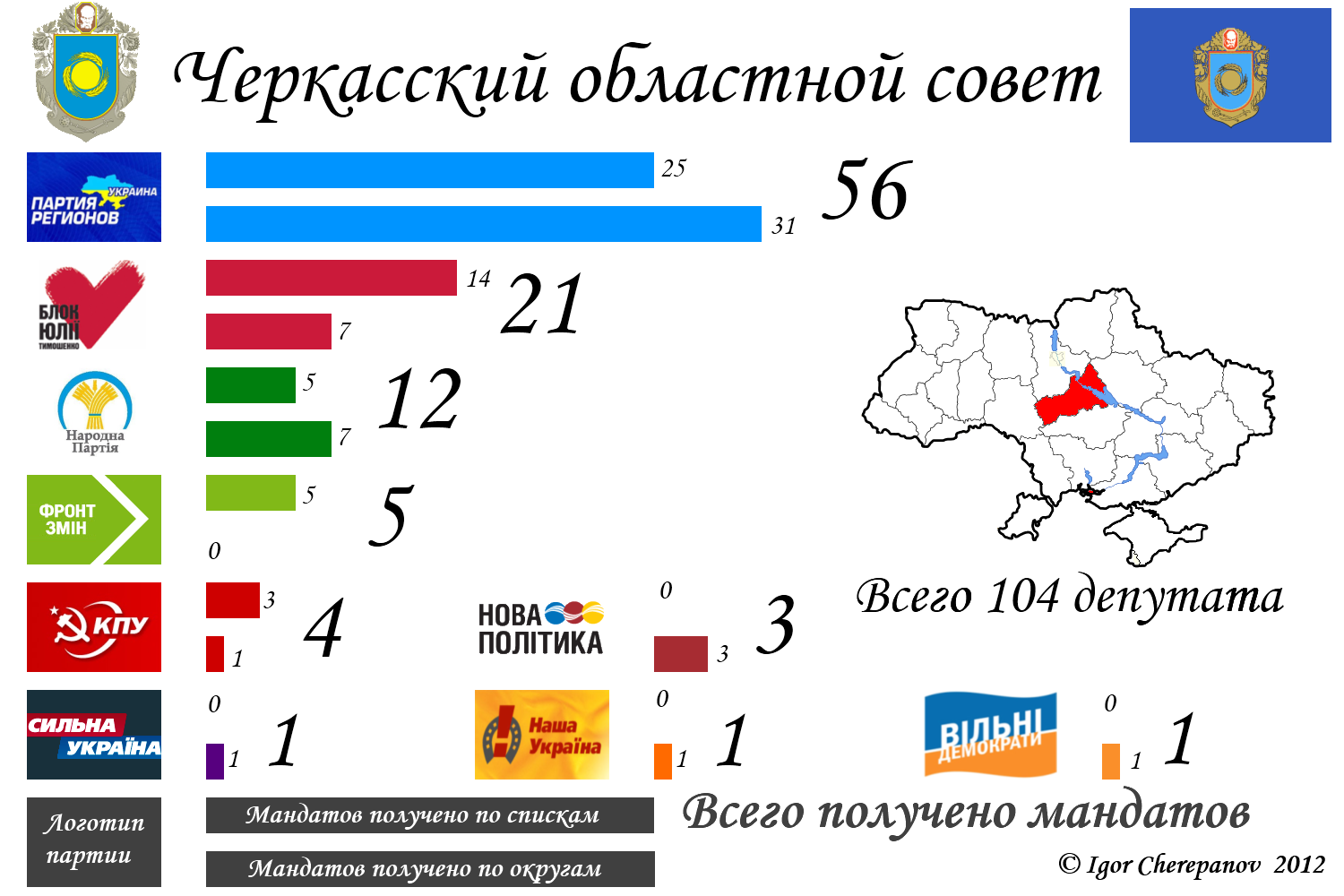
Результати виборів до Черкаської обласної ради

За попередніми результатами до обласної ради за списками пройшли депутати 4 партій:
- Партія регіонів — 25 (28,92%)
- ВО «Батьківщина» — 14 (17,16%)
- Народна партія — 5 (5,50%)
- Фронт змін — 5 (5,48%)
- Комуністична партія України — 3 (3,89%)

За попередніми результатами до обласної ради за округами пройшли депутати 7 партій:
- Партія регіонів — 32
- ВО «Батьківщина» — 7
- Народна партія — 7
- Комуністична партія України — 1
- ПП «Нова політика» — 3
- Партія вільних демократів — 1
- Сильна Україна — 1